# Coleophora hackmanni
Coleophora hackmanni é uma espécie de mariposa do gênero Coleophora pertencente à família Coleophoridae.